# 雷諾 (伊利諾伊州)
雷諾（英語：Renault）是位於美國伊利諾伊州門羅縣的一個非建制地區。該地的面積和人口皆未知。

## 地理
雷諾的座標為38°09′13″N 90°08′02″W / 38.15361°N 90.13389°W，而該地的平均海拔高度為208米（即682英尺）。